# Joachim Magdeburg
Joachim Magdeburg (* 1525 in Gardelegen; † um 1587) war ein deutscher lutherischer Theologe, Kirchenlieddichter und Komponist.

## Leben
Magdeburg immatrikulierte sich im April 1544 an der Universität Wittenberg, wurde 1546 Rektor der Schule in Schöningen, wo er jedoch aufgrund seines lutherischen Glaubens im Folgejahr entlassen wurde. Im selben Jahr wurde er in Celle als Archidiakon von Dannenberg (Elbe) ordiniert, wechselte aus finanziellen Gründen 1549 als Diakon an die St. Marienkirche in Salzwedel und, da er sich weigerte, das Augsburger Interim anzunehmen, wurde er am 15. April 1552 aus dem Dienst entlassen. Zwei Tage später wurde Magdeburg aus dem Kurfürstentum Brandenburg verbannt und ging nach Hamburg, wo er wiederum im selben Jahr Anfang Mai Diakon an der St. Petrikirche wurde.
Als Gnesiolutheraner beteiligte er sich auch an den Auseinandersetzungen der damaligen Zeit in Hamburg. Zeugnisse hierfür sind seine zwei schönen Gesänge, in denen er das Treiben der gottlosen Schwärmer, der Befürworter des Interims und der Philippisten anprangert. In jener Zeit entstand auch sein Klagelied der heiligen christlichen Kirche in diesen gefährlichen Zeiten, in welchem er auf die Gefahr des Interims hinweist. Nach dem Tod des Johannes Aepinus verfasste er dessen Grabschrift. Mit dessen Nachfolgern Paul von Eitzen und Johann Hoegelcke geriet er in Meinungsverschiedenheiten, als er sich mit zwei Schriften gegen die reformierte Kirche wendete. Dies hatte zur Folge, dass er am 25. Mai 1558 in Hamburg entlassen wurde.
Daraufhin ging er nach Magdeburg zu Matthias Flacius, wo er an dessen Centurien mitarbeitete. Noch im selben Jahr folgte er jedoch einem Ruf als Pfarrer in Oßmannstedt. Doch auch hier blieb er nicht lange, da er als Anhänger der lutherischen Orthodoxie auch in Thüringen Anfeindungen ausgesetzt war. So findet man ihn 1563 in Eisleben. Durch die Unterstützung der Grafen von Mansfeld gelangte er nach Österreich, wo er 1564 als Feld- und Hofprediger des kaiserlichen Feldobersten und österreichischen Statthalters in Oberungarn Hans Rueber zu Pixendorf (1529–1584) in Raab und Grafenwörth tätig war. In Österreich erlitt er durch den Tod seiner Frau und den Brand an seinem Haus persönliche Verluste. Dennoch findet man ihn 1566 als Feldprediger in Raab, dann in Wien und 1571 in Erfurt, wo er seine Christlichen und tröstlichen Tischgesänge herausgibt.
Anscheinend blieb er noch einige Jahre in Österreich. Nachdem er 1576 auch Pfarrer in Pausram gewesen war, ist er 1580 wieder in Grafenwörth bezeugt, wo er entlassen und verjagt wurde. 1581 trifft man Magdeburg als Pfarrer in Eferding, 1584 war er in Franken als Pfarrer von Allersberg tätig, 1586 war er Pfarrer in Köln und wurde 1587 Pfarrer in Essen und Iserlohn, wo er offenbar sein Leben beschlossen hat.
Magdeburg war Verfasser zahlreicher Schriften und Kirchenlieder.

## Werkauswahl

### Schriften
- Ein Kort Bericht und Bekenntnisse von dem Hilligen hochwerdigen Sacrament des Lybes vnd Blodes Jesu Christi. 1553
- Dialogus oder ein Gespräch eines Esels und Bergknecht. Hamburg 1557
- Von dem alten und neuen Christo. Hamburg 1558
- Confessio oder Christliche Bekandnus des Glaubens.
- Widerlegung des gräulichen und gotteslästerlichen papistischen Irrtums. 1566
- Confessio der Bekantnis deß Glaubens u. Lehre, Joachim Magdeburge bestalten Priedigers der deutschen Reuter zu Raab in Ungarn. 1567
- Freymütigkeit Vnd Lust, die in Gefahr gesetzte heilige Warheit zu bekennen und zu retten. 1580
- Ein schöne Artzney, dardurch der leidenden Christen Sorg und Trübnuss gelindert, und der Ungedult im Creutz...

### Lieder
- Wer Gott vertraut hat wohl gebaut. 1591 (EG Rheinland / Westfalen / Lippe Nr. 660)
- Von Grund mein’s Herzen wohl bedacht. 1552
- Christliche und Tröstliche Tischgesänge, mit vier Stimmen,... 1571
- Ach was soll ich dir klagen Herr, in meinem schweren Alter.